# Avicularia holmbergi
Avicularia holmbergi är en spindelart som beskrevs av Tord Tamerlan Teodor Thorell 1890. Avicularia holmbergi ingår i släktet Avicularia och familjen fågelspindlar.
Artens utbredningsområde är Franska Guyana. Inga underarter finns listade.